# Furqat Farmanov
Furqat Farmanov (ur. 19 stycznia 1992) – uzbecki zapaśnik walczący w stylu wolnym. Brązowy medal na mistrzostwach Azji w 2014 roku.